# Hàng không năm 1983
Đây là danh sách các sự kiện hàng không nổi bật xảy ra trong năm 1983:

## Chuyến bay đầu tiên

### Tháng 1
- 25 tháng 1 - Saab 340 SE-ISF

### Tháng 4
- 9 tháng 4 - Piper PA-48 Enforcer
- 25 tháng 4 - Dornier Do 24TT D-CATD

### Tháng 6
- 20 tháng 6 - de Havilland Canada Dash 8 C-GDNK

### Tháng 7
- 27 tháng 7 - Embraer EMB 120 Brasilia PT-ZBA

### Tháng 8
- 23 tháng 8 - Boeing Skyfox
- 29 tháng 8 - Beech Model 115 Starship

### Tháng 9
- 15 tháng 9 - Agusta A129 Mangusta MM590

### Tháng 11
- 11 tháng 11 - CASA CN-235

## Bắt đầu hoạt đọng

### Tháng 1
- 1 tháng 1 - Boeing 757 trong Eastern Air Lines

### Tháng 5
- 10 tháng 5 - Westland 30 trong Airspur Helicopters.

### Tháng 11
- F/A-18A và F/A-18B Hornet trong Hải quân Hoa Kỳ.